# Lamíja Adži Bašárová
Lamíja Adži Bašárová (* 1998, Kočo, Sindžár, Irák) je jezídská lidskoprávní aktivistka. V roce 2014 byla unesena bojovníky Islámského státu, uprchnout se jí podařilo na pátý pokus po 20 měsících.

## Život
Lamíja Bašárová se narodila v Iráku. V srpnu 2014 teroristé z Islámského státu Lamíju spolu s Nadjou Muradovou a dalšími 150 ženami odvlekli a využívali je jako sexuální otrokyně.
Po čtyřech neúspěšných pokusech se jí až po 20 měsících v dubnu 2016 podařilo uprchnout, na útěku ji však zranila pozemní mina. Kvůli výbuchu přišla o pravé oko a má velmi zjizvenou tvář. „I kdybych přišla o obě oči, stálo by to za to, protože jsem přežila,“ uvedla Bašárová, která se pak léčila v Německu. Dvě dívky, které byly na místě spolu s ní, při explozi zemřely.

## Rodina
Při útoku islamistů v době únosu Lamíji pravděpodobně zahynuli oba její rodiče. V zajetí Islámského státu zůstává její devítiletá sestra. Dalším sestrám a bratrovi se podařilo uprchnout; sestry žijí v Německu.

## Ocenění
- Sacharovova cena za svobodu myšlení (2016), spolu s Nadjou Muradovou[1]